# Atlas Automobile Company
Die Atlas Automobile Company war ein Automobilhersteller aus den Vereinigten Staaten.

## Unternehmensgeschichte
Das Unternehmen hatte seinen Sitz an der College Avenue in Pittsburgh in Pennsylvania. Es stellte von 1906 bis 1907 Automobile her, die als Atlas vermarkten wurden.

## Fahrzeuge
Im Angebot standen Fahrzeuge mit einem Vierzylindermotor mit 25/30 PS. Sie hatten ein Dreiganggetriebe und Kardanantrieb. Erhältlich waren Aufbauten als Tourenwagen und Runabout.